# 博爾施巴赫河
51°25′27″N 7°03′26″E / 51.424174°N 7.057159°E
博爾施巴赫河（德語：Borschbach），是德國的河流，位於該國西部，流經北萊茵-威斯特法倫州，屬於魯爾河的右支流，河道全長1.7公里，流域面積1.2平方公里。